# Landschappen van Finland
Finland is onderverdeeld in negentien landschappen (Fins: maakunta, Zweeds: landskap). Åland heeft daarbij een aparte status met veel verdergaande autonomie dan de andere landschappen.
De belangrijkste taak van de landschappen is de regionale planning van bedrijven en onderwijs.
De landschappen vertegenwoordigen de eigen dialecten, cultuur en economie beter dan de in 2010 opgeheven provincies van Finland; die slechts een bestuurlijke indeling vormden.
Op 1 januari 2011 werd het landschap Itä-Uusimaa (Östra Nyland/Oost-Uusimaa) dat in 1997 van Uusimaa was afgesplitst, daar weer aan toegevoegd.

## Landschappen
1. Lapland (Lappi/Lappland)

De landschappen van Finland

2. Pohjois-Pohjanmaa (Norra Österbotten/Noord-Oost-Botnië)
3. Kainuu (Kainuu/Kajanaland)
4. Pohjois-Karjala (Norra Karelen/Noord-Karelië)
5. Pohjois-Savo (Norra Savolax/Noord-Savo)
6. Etelä-Savo (Södra Savolax/Zuid-Savo)
7. Etelä-Pohjanmaa (Södra Österbotten/Zuid-Oost-Botnië)
8. Österbotten (Pohjanmaa/Oost-Botnië)
9. Pirkanmaa (Pirkanmaa/Birkaland)
10. Satakunta (Satakunta/Satakunda)
11. Keski-Pohjanmaa (Mellersta Österbotten/Centraal-Oosterbotten)
12. Keski-Suomi (Mellersta Finland/Centraal-Finland)
13. Varsinais-Suomi (Varsinais-Suomi/Egentliga Finland)
14. Etelä-Karjala (Södra Karelen/Zuid-Karelië)
15. Päijät-Häme (Päijät-Häme/Päijänne Tavastland)
16. Kanta-Häme (Kanta-Häme/Egentliga Tavastland)
17. Uusimaa (Uusimaa/Nyland)
18. Kymenlaakso (Kymenlaakso/Kymmenedalen)

Autonome regio
1. Åland (Ahvenanmaan maakunta/Landskapet Åland)